# Koning van de wildernis
Koning van de wildernis is een  stripverhaal uit de reeks van Jerom. Het hoort bij de "Groene Reeks (De gouden stuntman)" en de eerste druk is van 1963.

## Locaties
- huis van tante Sidonia, vliegveld, Afrika

## Personages
- Jerom, tante Sidonia, professor Snuffels, Nananas, stewardess, Jamjamboetoes, tovenaar, Burton

## Het verhaal
Jerom ruimte de tuin bij tante Sidonia op en ziet Nananas op de schoorsteen zitten. Ze is met professor Snuffels meegekomen en hij vertelt dat zijn collega Burton verdwenen is in Afrika. Hij vraagt Jerom om hulp om hem te zoeken. Jerom vliegt naar Afrika en Nananas gaat stiekem met hem mee. In Afrika helpt Jerom een klein olifantje en alle olifanten zijn hem dan dankbaar. Jerom gaat met Nananas naar de Jamjamboetoes en wordt daar door een slaapdrank bedwelmd. De kleine olifant helpt Nananas en ze volgen Jerom. Hij wordt vastgeboden en de volgende dag willen de Jamjamboetoes hem offeren aan een idool. 's Nachts probeert Nananas Jerom te bevrijden, maar dit mislukt. De kleine olifant haalt zijn familie en het lukt hen wel om de Jamjamboetoes te overmeesteren. Jerom ontdekt dat de tovenaar samenzweert met het idool en hij overmeestert hem. Jerom komt in het idool terecht en ontdekt dat Burton alles in zijn macht heeft. Hij laat de Jamjamboetoes ivoor leveren, waarmee hij veel geld verdient. Jerom kan de tovenaar en Burton verslaan en ze worden uitgeleverd aan de politie. Nananas blijft bij de Jamjamboetoes en Jerom gaat naar huis.